# Wasco (tribu)
Pour les articles homonymes, voir Wasco.
Les Wasco constituent une tribu amérindienne faisant partie des Chinook et apparentés aux Wishram. Ils vivent dans le bassin du Columbia, dans les actuels États-Unis, dans le Sud de l'Oregon. Ils font partie des tribus confédérées de Warm Springs et des tribus confédérées des Yakamas qui vivent dans l'État de Washington.